# Antoniano

L’Antoniano dei Frati Minori, Bologna

Der Antoniano dei Frati Minori aus Bologna (Italien) ist eine Institution, die sich der weltweiten Solidarität, Unterhaltungskultur und sozialer Kommunikation ohne Ansehen von Nationalität, Religion, Geschlecht, Sprache und Rasse widmet. Gegründet wurde die Institution im Jahre 1953 von den Franziskaner-Minoriten Padre Gabriele Adani, Padre Ernesto Caroli, Padre Benedetto Dalmastri und Padre Berardo Rossi.

## Das Wirken des Antoniano

### Die Aktivitäten damals
Die ursprünglichen Initiativen waren eine Armenküche, die Accademia d'Arte Drammatica (Akademie für dramatische Kunst) sowie das Filmtheater. Seit den 1960er Jahren besteht das Wirken auch durch Fernseh- und Musikproduktionen wie dem international bekannten Zecchino d’Oro, den der Antoniano organisiert, produziert und mit seinem 1963 gegründeten Piccolo Coro dell’Antoniano, einem weltweit bekannten italienischen Kinderchor, unterstützt.

### Die Aktivitäten heute
Am 20. September 2006 wurde der Antoniano sowohl für seine wohltätigen Aktivitäten als auch für seine Gesundheits- und Sozialfürsorge als „gemeinnützige Organisation ohne Gewinnabsichten“ (italienisch: Organizzazione non lucrativa di utilità sociale – ONLUS) anerkannt.
Das Wirken der gemeinnützigen Organisation Antoniano-ONLUS besteht hauptsächlich aus den folgenden Initiativen:
- Armenküche und das Centro d’Ascolto für sozial benachteiligte Menschen
- Il Fiore della Solidarietà („Die Blume der Solidarität“), weltweite, solidarische Unterstützung u. a. für den Bau von Krankenhäusern, Schulen etc. in kürzester Zeit
- Antoniano Insieme, ein Rehabilitationszentrum für Kinder

Direktor ist Ordensbruder Giampaolo Cavalli.